# Richmond (Indiana)
Richmond – miasto w Stanach Zjednoczonych, w stanie Indiana, siedziba administracyjna hrabstwa Wayne.